# Deutsches Adelsarchiv
Das Deutsche Adelsarchiv wurde 1961 als eingetragener Verein gegründet und hat seinen Sitz in Marburg an der Lahn.

## Beschreibung
Das Deutsche Adelsarchiv widmet sich vorrangig der Erstellung, Bearbeitung und Herausgabe der Genealogischen Handbücher des Adels. Darüber hinaus werden Unterlagen zur Geschichte des Adels, regionaler Adelsvereinigungen sowie verschiedener Familien gesammelt und der Öffentlichkeit zugänglich gemacht.
Neben der gebührenpflichtigen Beantwortung von Anfragen zur Geschichte und Genealogie des deutschen Adels sowie aktuellen Themen werden wissenschaftliche Arbeiten zur Adelsgeschichte im weitesten Sinn gefördert.
Die adelsrechtliche Aufsicht über das Adelsarchiv und dessen Veröffentlichungen hat der Deutsche Adelsrechtsausschuß.

## Geschichte
Die Gründung des Deutschen Adelsarchivs ging auf eine private Initiative des aus Breslau geflüchteten Oberregierungsrates Hans Friedrich von Ehrenkrook und des aus Mecklenburg vertriebenen Rechtsanwalts Jürgen von Flotow zurück. Bis zur Währungsreform wurden sogenannte „Flüchtlingslisten“ mit Adressen und Suchanzeigen herausgegeben und im August 1948 erschien das erste Heft „Deutsches Adelsarchiv“.
Parallel dazu begann Hans Friedrich von Ehrenkrook zusammen mit dem 1946 in Görlitz enteigneten Verleger Hans Kretschmer die Fortsetzung der Gothaischen Genealogischen Taschenbücher in einer neuen Reihe mit dem Titel Genealogisches Handbuch des Adels vorzubereiten. 1951 erschien der erste Band dieser Reihe, die seit 1965 durch den Archivar des Deutschen Adelsarchivs (1965 bis 1996 Walter von Hueck, 1996 bis 2015 Christoph Franke, seit 2015 Gottfried Graf Finck von Finckenstein) herausgegeben wird. Schon 1961 konnte die Vereinigung der Deutschen Adelsverbände (VdDA) die von Ehrenkrook aufgebaute genealogische Sammlung übernehmen und das Deutsche Adelsarchiv als eingetragenen Verein gründen.
Zwischen 1968 und 1984 nutzte das Archiv Räume im Hessischen Staatsarchiv Marburg. Im Juni 1984 zog das Deutsche Adelsarchiv in das städtische Gebäude in der Schwanallee 21 ein und seither ist das Archiv dort untergebracht. Zur langfristigen Sicherung der finanziellen Existenz des Adelsarchivs ist der Verein 1994 in eine Stiftung umgewandelt worden. Die 1996 eingeleitete grundlegende Verzeichnung der Archivalien und eine systematische Erschließung der in fünf Jahrzehnten angewachsenen Bibliothek konnte inzwischen abgeschlossen werden.
Mit der Gründung des Verlags des Deutschen Adelsarchivs als unselbstständigem Zweckbetrieb der Stiftung Deutsches Adelsarchiv, Marburg ist die Rückkehr zu den Wurzeln des alten Gothaischer Hofkalenders verbunden.
Im Sommer 2015 kam der erste Band im Eigenverlag, das Gothaische Genealogisches Handbuch (GGH 1) Fürstliche Häuser heraus. 2016 folgten die ersten Bände Adelige Häuser, Gräfliche Häuser und 2017 der erste Band Freiherrliche Häuser. Jedes Jahr kommen zwei oder drei weitere Bände dieser Reihe heraus.
Das Archiv verfügt über ca. 305 lfm an Beständen und Deposita zu regionalen Adelsvereinigungen und verschiedenen Adelsfamilien sowie über genealogische Handschriften, Karteien, Partezettel- und Wappensammlungen. Neben dem Aktenbestand steht den Mitarbeitern und externen Nutzern eine Präsenzbibliothek mit etwa 23.000 Bänden zur Verfügung – darunter neben Monographien, genealogischen Reihenwerken und Zeitschriften auch Nachrichtenblätter des deutschen Adels. Herausragend ist der Umfang der familiengeschichtlichen Sammlung.

## Publikationen
- Fürstliche Häuser 1 (GGH 1), Verlag des Deutschen Adelsarchivs, Marburg 2015, ISBN 978-3-9817243-0-1
- Adelige Häuser 1 (GGH 2), Verlag des Deutschen Adelsarchivs, Marburg 2016, ISBN 978-3-9817243-1-8
- Gräfliche Häuser 1 (GGH 3), Verlag des Deutschen Adelsarchivs, Marburg 2016, ISBN 978-3-9817243-2-5
- Adelige Häuser 2 (GGH 4), Verlag des Deutschen Adelsarchivs, Marburg 2016, ISBN 978-3-9817243-3-2
- Freiherrliche Häuser 1 (GGH 5), Verlag des Deutschen Adelsarchivs, Marburg 2017, ISBN 978-3-9817243-4-9
- Adelige Häuser 3 (GGH 6), Verlag des Deutschen Adelsarchivs, Marburg 2017, ISBN 978-3-9817243-5-6
- Fürstliche Häuser 2 (GGH 7), Verlag des Deutschen Adelsarchivs, Marburg 2018, ISBN 978-3-9817243-6-3
- Adelige Häuser 4 (GGH 8), Verlag des Deutschen Adelsarchivs, Marburg 2018, ISBN 978-3-9817243-7-0
- Gräfliche Häuser 2 (GGH 9), Verlag des Deutschen Adelsarchivs, Marburg 2019, ISBN 978-3-9817243-8-7
- Adelige Häuser 5 (GGH 10), Verlag des Deutschen Adelsarchivs, Marburg 2019, ISBN 978-3-9817243-9-4
- Freiherrliche Häuser 2 (GGH 11), Verlag des Deutschen Adelsarchivs, Marburg 2020, ISBN 978-3-9820762-0-1
- Adelige Häuser 6 (GGH 12), Verlag des Deutschen Adelsarchivs, Marburg 2020, ISBN 978-3-9820762-1-8
- Fürstliche Häuser 3 (GGH 13), Verlag des Deutschen Adelsarchivs, Marburg 2021, ISBN 978-3-9820762-2-5
- Adelige Häuser 7 (GGH 14), Verlag des Deutschen Adelsarchivs, Marburg 2021, ISBN 978-3-9820762-3-2
- Gräfliche Häuser 3 (GGH 15), Verlag des Deutschen Adelsarchivs, Marburg 2022, ISBN 978-3-9820762-4-9
- Adelige Häuser 8 (GGH 16), Verlag des Deutschen Adelsarchivs, Marburg 2022, ISBN 978-3-9820762-5-6
- Freiherrliche Häuser 3 (GGH 17), Verlag des Deutschen Adelsarchivs, Marburg 2023, ISBN 978-3-9820762-6-3
- Adelige Häuser 9 (GGH 18), Verlag des Deutschen Adelsarchivs, Marburg 2023, ISBN 978-3-9820762-7-0
- Fürstliche Häuser 4 (GGH 19),  Verlag des Deutschen Adelsarchivs, Marburg 2024, ISBN 978-3-9820762-8-7
- Adelige Häuser 10 (GGH 20), Verlag des Deutschen Adelsarchivs, Marburg 2024, ISBN 978-3-9820762-9-4